# Athemus amplus
Athemus amplus es una especie de coleóptero de la familia Cantharidae.

## Distribución geográfica
Habita en Shanghái (China).